# Writers Guild of America
Writers Guild of America är ett namn som används av två oberoende amerikanska fackföreningar, som företräder manusförfattare i USA, sedan 1954. Dessförinnan utgjorde de gemensamt Screen Writers Guild.
- Writers Guild of America, East företräder manusförfattare i östra USA, öster om Mississippifloden.[2]
- Writers Guild of America West företräder manusförfattare i västra USA, väster om Mississippifloden.[2]